# J. Ann Tickner
Pour les articles homonymes, voir Tickner.
Judith Ann Tickner est une universitaire américaine, théoricienne des relations internationales, professeur à la School of International Relations de l'University of Southern California de Los Angeles. Son principal domaine de recherche concerne la place de la femme dans les relations internationales qu'elle illustra par deux ouvrages majeurs : Gendering World Politics: Issues and Approaches in the Post-Cold War Era (Columbia University, 2001), Gender in International Relations: Feminist Perspectives on AchievingGlobal Security (Columbia University, 1992).

## Œuvres
- Self-reliance versus power politics : the American and Indian experience in building nation states, New York : Columbia University Press, 1986.  (ISBN 9780231062725)
- You just don't understand : troubled engagements between feminists and IR theorists, Canberra, Australia : Research School of Pacific Studies, Australian National University, 1996.  (ISBN 9780731525218)
- Gender in international relations : feminist perspectives on achieving global security, New York : Columbia University Press, 1992.  (ISBN 9780231075381)
- Gendering world politics : issues and approaches in the post-Cold War era, New York : Columbia University Press, 2001.  (ISBN 9780231113663)